# Bagotville (ville)
Pour les articles homonymes, voir Bagotville.
Bagotville est un quartier de la ville de Saguenay, au Québec (Canada) situé dans l'arrondissement La Baie. Jusqu'alors une ville, Bagotville fusionne le 1er janvier 1976 avec la ville de Port-Alfred et la paroisse de Grande-Baie pour former la ville de La Baie. Dans le cadre des réorganisations municipales québécoises, le 18 février 2002, la ville de La Baie devient une partie de la ville de Saguenay, et Bagotville demeure un secteur de La Baie.
Le quartier est situé sur les rives de la baie des Ha! Ha!, au sein du territoire qui constitue le premier foyer de colonisation du Saguenay. 
Bagotville est nommé en l'honneur de Charles Bagot, gouverneur de la Province du Canada de 1842 à 1843. Bien que la Couronne britannique prévoyait vers 1820 d'établir à cet endroit une ville sous le nom d'« Albert », le projet ne s'est jamais concrétisé. En 1839, l'appellation « Chez Mars » désigne l'endroit dans l'usage populaire, en l'honneur de l'un des premiers colons de la région, Mars Simard. Peu après, une paroisse est érigée à cet endroit, sous le nom de Saint-Alphonse-de-Liguori. Le lieu sera désigné comme « Saint-Alphonse » à partir de ce moment. 

## Infrastructures
Bagotville héberge un aéroport civil et une base militaire, construite en 1942 et comptant 1 600 employés militaires et civils à la fin des années 2010.

## Personnalités
- Dominique Lévesque, acteur, scénariste et humoriste
- Jean-Claude Tremblay, ancien joueur de hockey des Canadiens de Montréal et des Nordiques de Québec
- Jean-Jules Soucy, artiste plasticien